# Klaksvíkar Ítróttarfelag (femminile)
Il KÍ Klaksvík  è una squadra di calcio femminile faroese con sede a Klaksvík, sezione femminile dell'omonimo club maschile istituita nel 1985. I colori sociali sono il bianco e il blu. Giocano le partite in casa allo stadio Djúpumýra, che può ospitare 3 000 spettatori.
Negli ultimi anni il KÍ Klaksvík è la squadra che ha nettamente dominato il calcio femminile faroese, riuscendo a vincere, tra l'altro, le ultime diciotto edizioni del campionato faroese femminile di calcio, battendo il record della squadra maschile dello Skonto, club di Riga. Inoltre, detiene il record di essere l'unica squadra ad aver preso parte, fin dalla prima stagione nel 2001-2002, a tutte le edizioni del torneo europeo di calcio femminile per club, la UEFA Women's Cup mutata in UEFA Women's Champions League dalla stagione 2009-2010.
La formazione della Nazionale femminile faroese è in gran parte basata su calciatrici che militano nel KÍ Klaksvík.

## Palmarès
- Campionato faroese femminile di calcio: 23

1997, 2000, 2001, 2002, 2003, 2004, 2005, 2006, 2007, 2008, 2009, 2010, 2011, 2012, 2013, 2014, 2015, 2016, 2019, 2020, 2021, 2022, 2023
- Coppa delle isole Fær Øer di calcio femminile: 16

2000, 2001, 2003, 2004, 2006, 2007, 2008, 2010, 2011, 2012,, 2013, 2014, 2016, 2020, 2022

## Statistiche

### Risultati nelle competizioni europee
| Stagione | Competizione     | Fase                     | Avversario           | Risultato | Risultato | Risultato |
| Stagione | Competizione     | Fase                     | Avversario           | andata    | ritorno   | aggregato |
| -------- | ---------------- | ------------------------ | -------------------- | --------- | --------- | --------- |
| 2001-02  | UEFA Women's Cup | fase a gironi            | USC Landhaus Vienna  | 2-1       | 2-1       | 2-1       |
| 2001-02  | UEFA Women's Cup | fase a gironi            | HJK                  | 0-4       | 0-4       | 0-4       |
| 2001-02  | UEFA Women's Cup | fase a gironi            | Torres               | 0-4       | 0-4       | 0-4       |
| 2002-03  | UEFA Women's Cup | fase a gironi            | Umeå IK              | 0-7       | 0-7       | 0-7       |
| 2002-03  | UEFA Women's Cup | fase a gironi            | Sparta Praga         | 0-4       | 0-4       | 0-4       |
| 2002-03  | UEFA Women's Cup | fase a gironi            | TKSK Visa Tallinn    | 2-0       | 2-0       | 2-0       |
| 2003-04  | UEFA Women's Cup | fase a gironi            | Fulham               | 0-8       | 0-8       | 0-8       |
| 2003-04  | UEFA Women's Cup | fase a gironi            | Ter Leede            | 0-5       | 0-5       | 0-5       |
| 2003-04  | UEFA Women's Cup | fase a gironi            | FC Codru Anenii Noi  | 3-5       | 3-5       | 3-5       |
| 2004-05  | UEFA Women's Cup | primo turno              | Metalist Charkiv     | 1-2       | 1-2       | 1-2       |
| 2004-05  | UEFA Women's Cup | primo turno              | AZS Breslavia        | 1-5       | 1-5       | 1-5       |
| 2004-05  | UEFA Women's Cup | primo turno              | Cardiff City Ladies  | 4-0       | 4-0       | 4-0       |
| 2005-06  | UEFA Women's Cup | primo turno              | SC LUwin.ch          | 1-5       | 1-5       | 1-5       |
| 2005-06  | UEFA Women's Cup | primo turno              | FC Codru Anenii Noi  | 1-4       | 1-4       | 1-4       |
| 2005-06  | UEFA Women's Cup | primo turno              | KFF Skiponjat        | 1-1       | 1-1       | 1-1       |
| 2006-07  | UEFA Women's Cup | primo turno              | Juvisy               | 0-6       | 0-6       | 0-6       |
| 2006-07  | UEFA Women's Cup | primo turno              | Hibernian            | 1-2       | 1-2       | 1-2       |
| 2006-07  | UEFA Women's Cup | primo turno              | Espanyol             | 0-7       | 0-7       | 0-7       |
| 2007-08  | UEFA Women's Cup | primo turno              | ADO Den Haag         | 1-1       | 1-1       | 1-1       |
| 2007-08  | UEFA Women's Cup | primo turno              | Valur                | 0-6       | 0-6       | 0-6       |
| 2007-08  | UEFA Women's Cup | primo turno              | Honka                | 1-4       | 1-4       | 1-4       |
| 2008-09  | UEFA Women's Cup | primo turno              | 1. FC Femina         | 2-2       | 2-2       | 2-2       |
| 2008-09  | UEFA Women's Cup | primo turno              | Zvezda 2005 Perm'    | 0-8       | 0-8       | 0-8       |
| 2008-09  | UEFA Women's Cup | primo turno              | Gintra Universitetas | 2-2       | 2-2       | 2-2       |
| 2009-10  | Champions League | gironi di qualificazione | Montpellier          | 0-2       | 0-2       | 0-2       |
| 2009-10  | Champions League | gironi di qualificazione | NSA Sofia            | 1-2       | 1-2       | 1-2       |
| 2009-10  | Champions League | gironi di qualificazione | ZFK Tikvesanka       | 4-2       | 4-2       | 4-2       |
| 2010-11  | Champions League | gironi di qualificazione | Everton              | 0-6       | 0-6       | 0-6       |
| 2010-11  | Champions League | gironi di qualificazione | Gintra Universitetas | 0-0       | 0-0       | 0-0       |
| 2010-11  | Champions League | gironi di qualificazione | Borec Veles          | 2-0       | 2-0       | 2-0       |
| 2011-12  | Champions League | gironi di qualificazione | Mosta                | 1-0       | 1-0       | 1-0       |
| 2011-12  | Champions League | gironi di qualificazione | Spartak Subotica     | 2-4       | 2-4       | 2-4       |
| 2011-12  | Champions League | gironi di qualificazione | Glasgow City         | 0-5       | 0-5       | 0-5       |
| 2012-13  | Champions League | gironi di qualificazione | Apollōn Lemesou      | 0-7       | 0-7       | 0-7       |
| 2012-13  | Champions League | gironi di qualificazione | Žytlobud-1 Charkiv   | 1-2       | 1-2       | 1-2       |
| 2012-13  | Champions League | gironi di qualificazione | Ada Velipojë         | 11-1      | 11-1      | 11-1      |
| 2013-14  | Champions League | gironi di qualificazione | Ekonomist            | 1-1       | 1-1       | 1-1       |
| 2013-14  | Champions League | gironi di qualificazione | Atlético Ouriense    | 1-2       | 1-2       | 1-2       |
| 2013-14  | Champions League | gironi di qualificazione | Zurigo               | 0-3       | 0-3       | 0-3       |
| 2014-15  | Champions League | gironi di qualificazione | Vllaznia             | 1-2       | 1-2       | 1-2       |
| 2014-15  | Champions League | gironi di qualificazione | Gintra Universitetas | 0-2       | 0-2       | 0-2       |
| 2014-15  | Champions League | gironi di qualificazione | Apollōn Lemesou      | 1-3       | 1-3       | 1-3       |
| 2015-16  | Champions League | gironi di qualificazione | Apollōn Lemesou      | 0-2       | 0-2       | 0-2       |
| 2015-16  | Champions League | gironi di qualificazione | Stjarnan             | 0-4       | 0-4       | 0-4       |
| 2015-16  | Champions League | gironi di qualificazione | Hibernians           | 1-3       | 1-3       | 1-3       |
| 2016-17  | Champions League | gironi di qualificazione | Apollōn Lemesou      | 0-5       | 0-5       | 0-5       |
| 2016-17  | Champions League | gironi di qualificazione | PAOK Salonicco       | 1-1       | 1-1       | 1-1       |
| 2016-17  | Champions League | gironi di qualificazione | Hajvalia             | 1-1       | 1-1       | 1-1       |
| 2017-18  | Champions League | gironi di qualificazione | Stjarnan             | 0-9       | 0-9       | 0-9       |
| 2017-18  | Champions League | gironi di qualificazione | Osijek               | 0-4       | 0-4       | 0-4       |
| 2017-18  | Champions League | gironi di qualificazione | Istatov              | 6-1       | 6-1       | 6-1       |

## Organico

### Rosa 2017
Rosa e numeri come da sito UEFA.
| N. |                    | Ruolo | Calciatrice       |
| -- | ------------------ | ----- | ----------------- |
| 1  | Fær Øer (bandiera) | P     | Randi Á Bergi     |
| 2  | Fær Øer (bandiera) | A     | Sofia Purkhús     |
| 3  | Fær Øer (bandiera) | A     | Liljan Jacobsen   |
| 4  | Fær Øer (bandiera) | D     | Katrina Akursmørk |
| 5  | Fær Øer (bandiera) | D     | Lisa Joensen      |
| 6  | Fær Øer (bandiera) | C     | Sigrun Sirdal     |
| 7  | Fær Øer (bandiera) | D     | Ragna Patawary    |
| 8  | Fær Øer (bandiera) | C     | Malena Josephsen  |
| 9  | Fær Øer (bandiera) | A     | Rannvá Andreasen  |
| 10 | Fær Øer (bandiera) | C     | Maria Thomsen     |
| 11 | Fær Øer (bandiera) | A     | Evi Á Lakjuni     |
| 12 | Fær Øer (bandiera) | C     | Gudny Johannesen  |
| 13 | Fær Øer (bandiera) | D     | Tórunn Joensen    |

| N. |                    | Ruolo | Calciatrice       |
| -- | ------------------ | ----- | ----------------- |
| 14 | Fær Øer (bandiera) | C     | Tóra Mohr         |
| 15 | Fær Øer (bandiera) | A     | Anna Absalonsen   |
| 16 | Serbia (bandiera)  | P     | Ana Ivanov        |
| 17 | Fær Øer (bandiera) | C     | Sigrid Jacobsen   |
| 18 | Fær Øer (bandiera) | A     | Hervør Olsen      |
| 19 | Fær Øer (bandiera) | C     | Eydvør Klakstein  |
| 20 | Fær Øer (bandiera) | C     | Sanna Jacobsen    |
| 21 | Fær Øer (bandiera) | D     | Bára Klakstein    |
| 22 | Fær Øer (bandiera) | P     | Jóhanna Króki     |
| 23 | Fær Øer (bandiera) | C     | Ása Thomsen       |
| 24 | Fær Øer (bandiera) | C     | Erla Christiansen |
| 25 | Fær Øer (bandiera) | D     | Amanda Johannesen |